# Товариство скептиків
Товариство скептиків (англ. The Skeptics Society) — некомерційна організація, присвячена популяризації наукового скептицизму і боротьбі з поширенням псевдонауки, забобонів і ірраціональних вірувань. Спочатку організація була заснована як товариство скептиків Лос-Анджелеса, щоб замінити зниклу групу скептиків у Південній Каліфорнії. Однак, після успішного випуску власного журналу Skeptic_ (US_magazine) навесні 1992 року, організація розширилася спочатку до національної, а потім до міжнародної.

## Історія і філософія
Організація була заснована в 1992 році за ініціативи Майкла Шермера, а до 2008 року налічувала 55 тис. членів. Серед відомих членів організації — астрофізик Ніл Деграсс Тайсон, популяризатор науки Білл Най (Bill Nye) і біолог Річард Докінз.
Філософія суспільства не сумісна з догматизмом, творці організації підкреслюють що скептицизм це метод, а не позиція. Суть якого не в запереченні всього апріорі претендує на спростування усталених концепцій, а в сумніві щодо теорій які не мають під собою доказової бази.

## Діяльність
Діяльність організації включає в себе:
- Випуск щоквартального журналу Sceptic, під редакцією Майкла Шермера
- Вивчення та дослідження спірних теорій і заяв.
- Спонсорування щомісячних лекцій в Каліфорнійському технічному інституті.
- Випуск та продаж аудіо та відео матеріалів лекцій.
- Підтримання каталогу книг на тему науки і скептицизму, зі знижкою для членів організації.
- Організація тематичних наукових конференцій.
- Підтримка розділу новин eSciptic, на якому публікуються актуальна інформація на теми науки і псевдонауки.
- Організація двічі на тиждень випускає подкаст Skepticality.

Основна діяльність організації це — публікація науково-популярного і освітнього журналу Skeptic, який доступний для передплати в багатьох містах США та Канади. Журнал містить більше сотні сторінок, на яких висвітлені різні теми, починаючи від експертизи передбачуваних НЛО, і проблем штучного інтелекту, закінчуючи статтями про видатних скептиків як Айзек Азімов та Майр, Ернст. Розділи деяких випусків містять статті різних авторів на одну тему, як, наприклад, теорія розумного задуму або креаціонізм.
2007 року Skepticality був затверджений як офіційний подкаст організації.